# Окотланский сапотекский язык
Окотланский сапотекский язык (Ocotlán Zapotec, Ocotlán Oeste Zapotec, Zapoteco del Poniente de Ocotlán) — сапотекский язык, на котором говорят в центре штата Оахака вокруг городов Окотлан и Сантьяго-Апостол.